# Bažanka roční

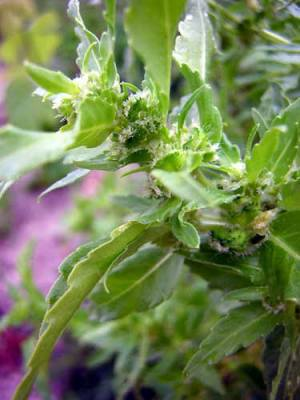
Samičí rostlina

Bažanka roční (Mercurialis annua) je druh jednoleté rostliny z čeledě pryšcovitých.

## Výskyt
Tento teplomilný druh bažanky je původem pravděpodobně se západního Středomoří. Je hodně rozšířen v západní, střední i jižní Evropě včetně středozemních ostrovů, méně v Evropě východní a severní. Areál výskytu zasahuje i do Malé Asie, na Blízký východ a do severní Afriky včetně Kanárských ostrovů. Jako zavlečená rostlina vyrůstá na jihozápadě Austrálie a na Novém Zélandu a dále na severozápadě, severovýchodě a jihu USA.
V České republice roste převážně hojně nebo roztroušeně v teplých oblastech na půdách hnojených nebo jinak bohatých na dusík. Vyskytuje se jako plevel nejvíce v zahradách, na polích, vinicích, rumištích i u lidských sídel.

## Popis
Bažanka roční je dvoudomá bylina s přímou nebo vystoupavou šťavnatou, tupě hranatou lodyhou vysokou 10 až 45 cm, vstřícně větvenou, na uzlinách ztlustlou. Světle zelené čepele listů má úzce až široce kopinaté nebo podlouhlé, lesklé se znatelným středním nervem, okraje jsou zubaté. Na bázi čepele u řapíku mají listy dvě žlázky. Je to variabilní druh, zvláště ve tvaru listů. Koření jednoduchým nebo větveným kůlovitým kořenem s bohatými postranními kořínky.
Samčí rostlina má květy seskupeny v úžlabních hroznech delších než podpůrné listy. Samičí rostliny mají 1 až 3 květy vyrůstající přímo z úžlabí listů. Oba druhy světlezelených květů jsou trojčetné, nemají koruny. Kvetou od května až do října, mnohdy ještě i po prvních podzimních mrazech. Samičí květy mají dvojdílný ostnitý semeník, který se po oplodnění hmyzem a dozrání přemění v dvoupouzdré pukavé tobolky. Pouzdro obsahuje jediné okrouhle, lesklé, žlutohnědé vejčité semínko, síťovitě jamkovité, dlouhé 1,5 až 2 mm, které je z tobolky vymršťováno.

## Rozmnožování
Bažanka roční se rozmnožuje výhradně generativním způsobem, rostlina vyprodukuje za rok 1000 až 2000 semen. Aby semena vyklíčila, musí přezimovat v půdě a přemrznout. Klíčivost si uchovávají po několik let, hlavně v ulehlých a méně úrodných půdách. Většina semen hromadně klíčí na jaře až je tepleji, v dubnu až červnu. Nejlépe vzcházejí semena z hloubky do 5 cm. Hlavní vývoj rostliny, tj. růst a tvorba květů a semen, probíhá od druhé poloviny léta až do zimy. V teplejších krajích za příznivých okolností (např. přeorání půdy) může vyrůst i druhá generace rostlin.
Semena se do půdy dostávají přímým vysemeňováním rostlin na polích, rozvozem neošetřeného kompostu a hnoje nebo balíčkovanou sadbou.

## Význam
Jako plevelná rostlina škodí zaplevelováním okopanin, zeleniny a jiných plodin nevytvářející zapojený porost. Rychle rostoucí stínící rostliny, trvalky a obilniny ji silně potlačují. Je jedovatá a není vhodná jako píce, mléko krav krmených bažankou roční dostává modrou barvu. Na pastvě ji dobytek nepožírá, rostlina zapáchá. Dříve se používala jako léčivka, ale od toho se již upustilo.